# Felix Alvo

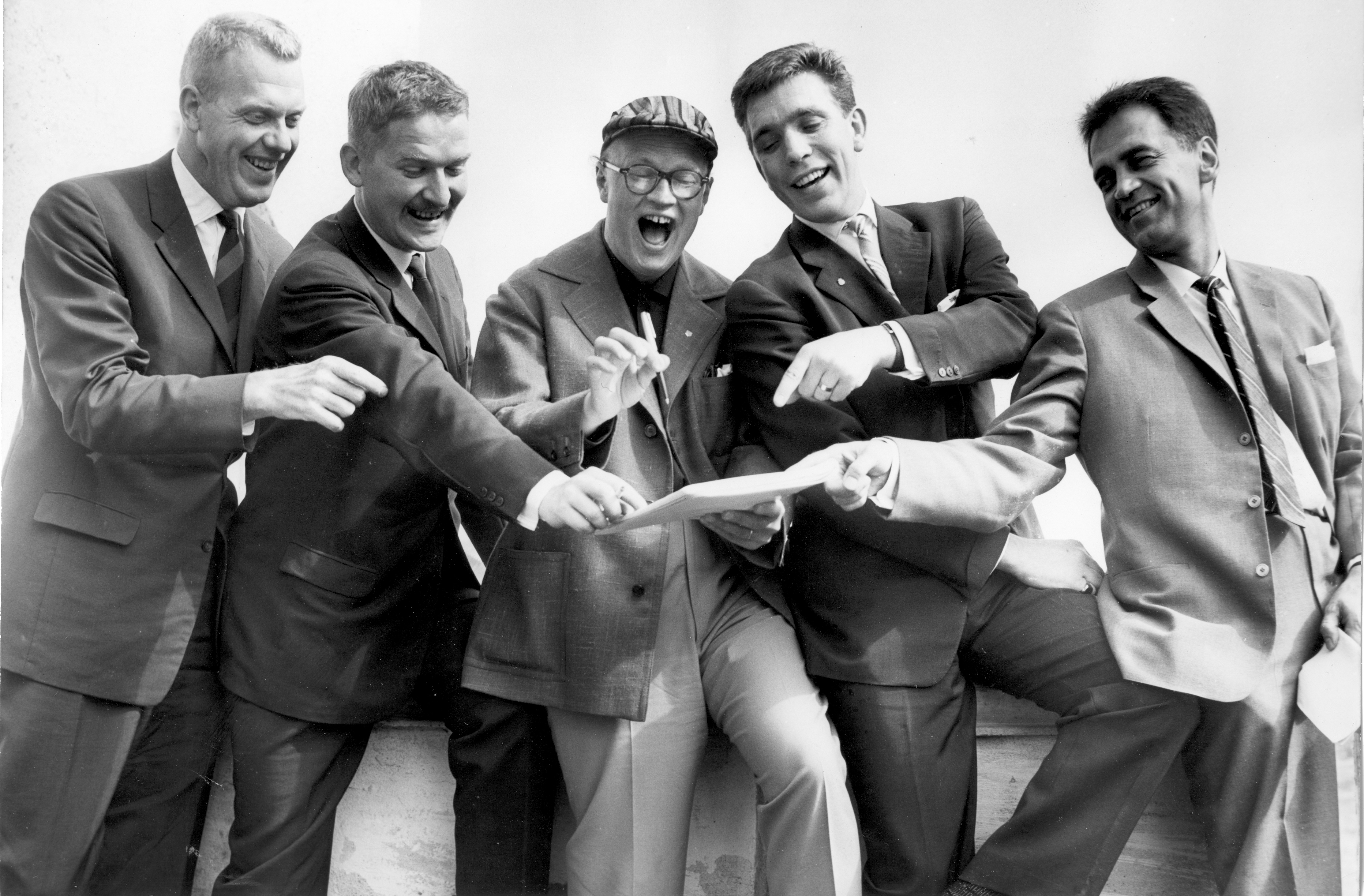
Felix Alvo (första från höger) tillsammans med Tage Danielsson, Hans Alfredson, Povel Ramel och Owe Thörnqvist 1961.

Felix Alvo, född Felix Alvar Johansson 9 februari 1918 i Njurunda församling, död 26 maj 1974 på Kanarieöarna, var en svensk filmproducent, produktionsledare, statistskådespelare, cirkusdirektör och svajmastartist.

## Biografi
Alvo arbetade ursprungligen på ASEA, och verkade som promotor på fritiden som arrangör av olika typer av evenemang.
Han inledde 1952 ett samarbete med Povel Ramel, och de tog över Odéonteatern i Stockholm  som döptes om till Idéon. Därefter följde årliga produktioner av revyer i nöjesföretaget Knäppupp AB:s regi. Alvo kom med idén att turnera med revyerna över hela Sverige under somrarna och köpte Trolle Rhodins gamla cirkustält för ändamålet.  Efter Knäppupp-tiden arbetade han som mäklare på Kanarieöarna.
Alvo var från 1957 gift med dansaren Ulla Nyrén, och var bror till Bengt Alwo.

## Filmografi

### Producent
- 1956 – Ratataa
- 1957 – Kortknäpp
- 1957 – Far till sol och vår
- 1958 – Den store amatören
- 1959 – Sköna Susanna och gubbarna

### Roller
- 1941 – Hem från Babylon
- 1941 – Soliga Solberg
- 1944 – Excellensen
- 1949 – Kvinnan som försvann
- 1949 – Flickan från tredje raden
- 1950 – Restaurant Intim